# Pericyma viettei
Pericyma viettei är en fjärilsart som beskrevs av François Louis Nompar de Caumont de Laporte 1974. Pericyma viettei ingår i släktet Pericyma och familjen nattflyn. Inga underarter finns listade i Catalogue of Life.